# Casandria sinuilinea
Casandria sinuilinea är en fjärilsart som beskrevs av Max Wilhelm Karl Draudt 1940. Casandria sinuilinea ingår i släktet Casandria och familjen nattflyn. Inga underarter finns listade i Catalogue of Life.